# Nhà tạo mẫu Đẳng cấp
Project Runway là chương trình truyền hình thực tế Mỹ trên kênh Lifetime, trước đó được trình chiếu trên kênh Bravo, và nay đang được trình chiếu trên kênh HTV2 tại Việt Nam với tên Nhà tạo mẫu Đẳng cấp. Chương trình tập trung vào những nhà thiết kế thời trang và được dẫn chương trình bởi siêu mẫu nổi tiếng Heidi Klum. Trong chương trình, các thí sinh cạnh tranh với nhau để thiết kế những bộ trang phục đẹp nhất và bị giới hạn về thời gian, vật liệu và chủ đề. Thiết kế của họ sẽ được những ban giám khảo đánh giá, và một hoặc nhiều nhà thiết kế bị loại mỗi tuần.
Ngày 4 Tháng 7, năm 2006, công ty sản xuất chương trình - Công ty Weinstein, đã công bố bản hợp đồng trị giá năm năm để chương trình thuộc về kênh Lifetime, bắt đầu kể từ mùa 6. Sau đó, NBC Universal đệ đơn kiện Công ty Weinstein vì cho rằng hợp đồng vi phạm bản quyền lô-gô của chương trình vì in đậm chữ "Runway" trong "Project Runway".
Ngày 1 tháng 4, năm 2009, vụ kiện giữa Công ty Weinstein và NBC Universal được giải quyết, phía Weinstein đồng ý trả một số tiền không được tiết lộ cho NBC để di chuyển chương trình về kênh Lifetime vô thời hạn. Mùa 6 được bắt đầu phát sóng trên Lifetime vào ngày 20 tháng 8, năm 2009
Ngày 16 tháng mười, 2010, kênh truyền hình cáp tại Việt Nam là HTV2 đã mua bản quyền của chương trình và hiện phát sóng vào lúc 18 giờ, thứ Bảy hàng tuần.

## Nhượng quyền quốc tế
Các quốc gia được đánh dấu màu đỏ cho biết phiên bản của chương trình đó không còn được phát sóng nữa.
| Quốc gia        | Tên phiên bản                               | Dẫn chương trình                                     | Kênh                                 | Lần đầu khởi chiếu | Giám khảo cố định | Số mùa   | Nhà vô địch |
| --------------- | ------------------------------------------- | ---------------------------------------------------- | ------------------------------------ | ------------------ | --- | -------- | --- |
| US              | Project Runway                              | Chi tiết                                             | Chi tiết                             | Chi tiết           | Chi tiết | Chi tiết | Chi tiết |
| Liên đoàn Ả Rập | Project Fashion: El Musamim El Arabi        | Norma Naoum                                          | Future Television                    | 26/2/2006          | - Norma Naoum - Maria Aziz - Rabih Keyrouz (Huấn luyện viên)                                                                                        | 2        | Mùa 1 (2006): Julien Abboud Mùa 2 (2007): Mohammed Ashi |
| Liên đoàn Ả Rập | Project Runway Middle East                  | Jessica Kahawaty (Mùa 1) Valerie Abou Chacra (Mùa 2) | MBC 1                                | 17/9/2016          | - Elie Saab - Afef Jnifen - Faris Al Shehri (Huấn luyện viên)                                                                                       | 2        | Mùa 1 (2016): Alaa Najd Mùa 2 (2017): Saher Okal |
| Australia       | Project Runway Australia                    | Kristy Hinze (Mùa 1,2) Megan Gale (Mùa 3,4)          | Arena                                | 7/7/2008           | - Jarrad Clark - Kirrily Johnston - Alex Perry (Huấn luyện viên)                                                                                    | 4        | Mùa 1 (2008): Juli Grbar Mùa 2 (2009): Anthony Capon Mùa 3 (2011): Dylan Cooper Mùa 4 (2012): Christina Exie                                                                |
| Belgium         | De Designers                                | Evi Hanssen                                          | VTM                                  | 16/12/2008         | - Christophe Coppens - Veerle Windels - Ann Claes - Erik Verdonck (Huấn luyện viên)                                                                 | 2        | Không thông tin |
| Brazil          | Projeto Fashion                             | Adriane Galisteu                                     | Band                                 | 15/9/2008          | - Susana Barbosa - Reinaldo Lourenço - Alexandre Herchcovitch (Huấn luyện viên)                                                                     | 1        | Mùa 1 (2011): Cynthia Hayashi |
| Canada          | Project Runway Canada                       | Iman                                                 | Slice Global                         | 8/10/2007          | - Shawn Hewson - Rita Silvan - Brian Bailey (Huấn luyện viên)                                                                                       | 2        | Mùa 1 (2007): Evan Biddell Mùa 2 (2009): Sunny Fong |
| Finland         | Muodin huipulle                             | Minna Cheung (Mùa 1) Nora Vilva (Mùa 2)              | MTV3                                 | 1/11/2009          | - Minna Cheung (Mùa 1) - Nora Vilva (Mùa 2) - Anssi Tuupainen (Mùa 1) - Jaakko Selin (Mùa 1,2) - Janne Renvall (Mùa 2)                              | 2        | Mùa 1 (2009): Katri Niskanen Mùa 2 (2011): Linda Sipilä |
| France          | Projet Fashion                              | Hapsatou Sy                                          | D8                                   | 3/3/2015           | - Catherine Baba - Roland Mouret - Alexandra Senes - Donald Potard (Huấn luyện viên)                                                                | 1        | Mùa 1 (2010): Pierre-Henry Bor |
| Greece          | Project Runway                              | Evangelia Aravani                                    | Open TV                              | 25/10/2018         | - Roula Revi - Dimitris Petrou - Mihalis Pantos - Apostolos Mitropoulos (Huấn luyện viên)                                                           | 1        | Mùa 1 (2018–2019): Margarita Priftaki |
| Israel          | פרויקט מסלול Proyekt Maslul                 | Shiraz Tal                                           | Channel 2 (Reshet)                   | 17/6/2009          | - Vivi Bleish - Gal Afel - Sason Kedem (Huấn luyện viên)                                                                                            | 1        | Mùa 1 (2008–2009): Alon Livne |
| Italy           | Project Runway Italia                       | Eva Herzigová                                        | Fox Life                             | 26/2/2014          | - Alberta Ferretti - Tomaso Trussardi - Ildo Damiano (Huấn luyện viên)                                                                              | 1        | Mùa 1 (2014): Marco Taranto |
| Jamaica         | Mission Catwalk                             | Keneea Linton-George                                 | TVJ                                  | 15/3/2011          | - Keneea Linton-George (Mùa 1–3) - Novia McDonald-Whyte - Carlton Brown - Sandra Kennedy (Mùa 1) - Kay Davitian (Huấn luyện viên)                   | 6        | Mùa 1 (2011): Shenna Carby Mùa 2 (2012): Gregory Williams Mùa 3 (2013): Theodore Elyett Mùa 4 (2014): Kurt Campbell Mùa 5 (2015): David Rolle Mùa 6 (2018): Rochele Spencer |
| Latin America   | Project Runway Latin America                | Rebecca de Alba (Mùa 1,2) Eglantina Zingg (Mùa 3)    | Fashion TV (Mùa 1), Glitz* (Mùa 2,3) | 20/9/2010          | - Claudia Pandolfo (Mùa 1,2) - Ariadne Grant (Mùa 3) - Ángel Sánchez - Mariano Toledo (Mùa 1,2) *Jorge Duque Velez (Mùa 3)                          | 3        | Mùa 1: Jorge Duque Velez Mùa 2: Karin Koo Mùa 3: Matias Hernan |
| Malaysia        | Project Runway Malaysia                     | Bernie Chan                                          | 8TV                                  | 3/8/2007           | - Bernie Chan - Datuk Bernard Chandran | 1        | Mùa 1 (2007):_Felix Chin |
| Netherlands     | Project Catwalk                             | Renate Verbaan (Mùa 1,2) Stacey Rookhuizen (Mùa 3)   | RTL 5                                |                    | - Simone Dernee (Mùa 1) - Cecile Narinx (Mùa 2) - Daryl van Wouw (Mùa 1,2) - Olcay Gulsen (Mùa 3) - Jan Taminiau (Mùa 3)                            | 3        | Mùa 1 (2007): Django Steenbakker |
| New Zealand     | Project Runway New Zealand                  | Georgia Fowler                                       | TVNZ 2                               | 1/10/2018          | - Benny Castles - Sally-Ann Mullin - Andreas Mikellis (Huấn luyện viên)                                                                             | 1        | Mùa 1 (2018): Benjamin Alexander |
| Norway          | Designerspirene                             | Vendela Kirsebom                                     | TV3                                  | 26/2/2007          | - Vendela Kirsebom - Peter L*chst*er - Petra Middelthon - William Jensen (Huấn luyện viên)                                                          | 1        | Mùa 1 (2005–2006): Daniel S*rensen |
| Philippines     | Project Runway Philippines                  | Teresa Herrera (2008–2009) Tweetie De Leon (2011)    | ETC SBN 21                           |                    | - Apples Aberin-Sahdwani - Rajo Laurel - Jojie Lloren (Huấn luyện viên)                                                                             | 4        | Mùa 1 (2008): Aries Lagat Mùa 2 (2009): Manny Marquez Mùa 3 (2012): Milka Quin Redoble Muat 4 (2015): Jose Joy Chicano                                                      |
| Poland          | Project Runway Poland                       | Anja Rubik                                           | TVN                                  | 2/3/2014           | - Anja Rubik - Joanna Przetakiewicz - Marcin Tyszka (Mùa 2) - Mariusz Przybylski (Mùa 1) - Tomasz Ossoliński (Huấn luyện viên)                      | 2        | Mùa 1 (2014): Jakub "Jacob" Bartnik Mùa 2 (2015): Michał Zieliński |
| Portugal        | Projecto Moda                               | Nayma Mingas                                         | RTP1                                 | 25/7/2010          | - Manuel Alves - Fátima Cotta - Cristina Pinho - Paulo Gomes (Huấn luyện viên)                                                                      | 1        | Mùa 1 (2010): Carina Duarte |
| Russia          | Проект Подиум Project Runway Russia         | Anna Sedokova (Mùa 1); Maria Minogarova (Mùa 2)      | MTV Russia (Mùa 1); Friday! (Mùa 2)  | 8/10/2011          | - Elena Sotnikova (Mùa 1) - Leonid Alexeyev (Mùa 1) - Pavel Kaplevich (Mùa 1) - Valentin Yudashkin (Mùa 2) - Tim Ilyasov (Mùa 2)                    | 2        | Mùa 1 (2011–2012): Dmitry Neu Mùa 2 (2018): Elizaveta Kostyukova |
| South Africa    | Project Runway South Africa                 | Lerato Kganyago                                      | Mzansi Magic                         | 17/8/2018          | - Noni Gasa - Rahim Rawjee - Gert-Johan Coetzee (Huấn luyện viên)                                                                                   | 1        | Mùa 1 (2018): Kentse Masilo |
| South Korea     | 프로젝트 런웨이 코리아 Project Runway Korea | Lee So-ra                                            | Onstyle                              | 7/2/2009           | - Shin Yoo-jin - Kim Seok-won - Kan Ho-sup (Huấn luyện viên)                                                                                        | 5        | Mùa 1 (2009):_Lee Woo-kyung Mùa 2 (2010): Jung Go-woun Mùa 3 (2011); Shin Joo-yeon Mùa 4 (2012): Kim Hye-ran All-Stars 1 (2015): Hwang Jae-geun                             |
| Sweden          | Project Runway Sverige                      | Sofi Fahrman                                         | TV3                                  |                    | - Rossana Mariano - Marcel Marongiu - Rohdi Heintz (Huấn luyện viên)                                                                                | 1        | Mùa 1 (2012): Naim Josefi |
| Thailand        | Project Runway Thailand                     | Anne Jakrajutatip                                    | JKN 18                               | 2022               | - Tawn Chatchawanwong (Huấn luyện viên) |          | |
| Turkey          | Proje Moda                                  | Güzide Duran                                         | Star TV                              | 9/7/2007           | - Cemil İpekçi - Işın Görmüş - Barbarossa | 1        | Mùa 1 (2007): Selim Baklacı |
| Ukraine         | Подіум Podium                               | Nataliya Gotsiy                                      | Novyi Kanal                          | 20/2/2019          | - Olha Slon - Ivan Suprun - Jean Gritsfeldt (Huấn luyện viên)                                                                                       | 1        | Mùa 1 (2019): Maria Dzyubenko & Maksim Sereda (Duet Sereda) |
| United Kingdom  | Project Catwalk                             | Elizabeth Hurley (2006) Kelly Osbourne (2007–2008)   | Sky One                              | 2006–2008          | - Julien Macdonald - Lorraine Candy (2006) - Paula Reed (2007–2008) - Ben de Lisi (Huấn luyện viên)                                                 | 3        | Mùa 1 (2006): Kirsty Doyle Mùa 2 (2007): Wayne Aveline Mùa 3 (2008): Jasper Garvida                                                                                         |
| Vietnam         | Project Runway Vietnam                      | Ngô Thanh Vân (2013) Trương Ngọc Ánh (2014–2015)     | VTV3                                 | 28/4/2013          | - Đỗ Mạnh Cường (2013) - Chloe Dao (2013) - Trần Nguyễn Thiên Hương (2013–2016) - Nguyễn Công Trí (2014–2016) - Nguyễn Thanh Tùng (Huấn luyện viên) | 3        | Mùa 1 (2013): Hoàng Minh Hà Mùa 2 (2014): Lý Giám Tiền Mùa 3 (2015–2016): Nguyễn Tiến Truyển                                                                                |